# بعدازظهر گائودی
بعدازظهر گائودی (به انگلیسی: Gaudi Afternoon) فیلمی محصول سال ۲۰۰۱ و به کارگردانی سوزان سایدلمن است. در این فیلم بازیگرانی همچون جودی دیویس، مارسیا گی هاردن، لیلی تیلور، جولیت لوئیس، کریستوفر بوون و کورتنی جاینز ایفای نقش کرده‌اند.